# Sanicula arctopoides
Sanicula arctopoides es una especie herbácea perteneciente a la familia de las apiáceas. 

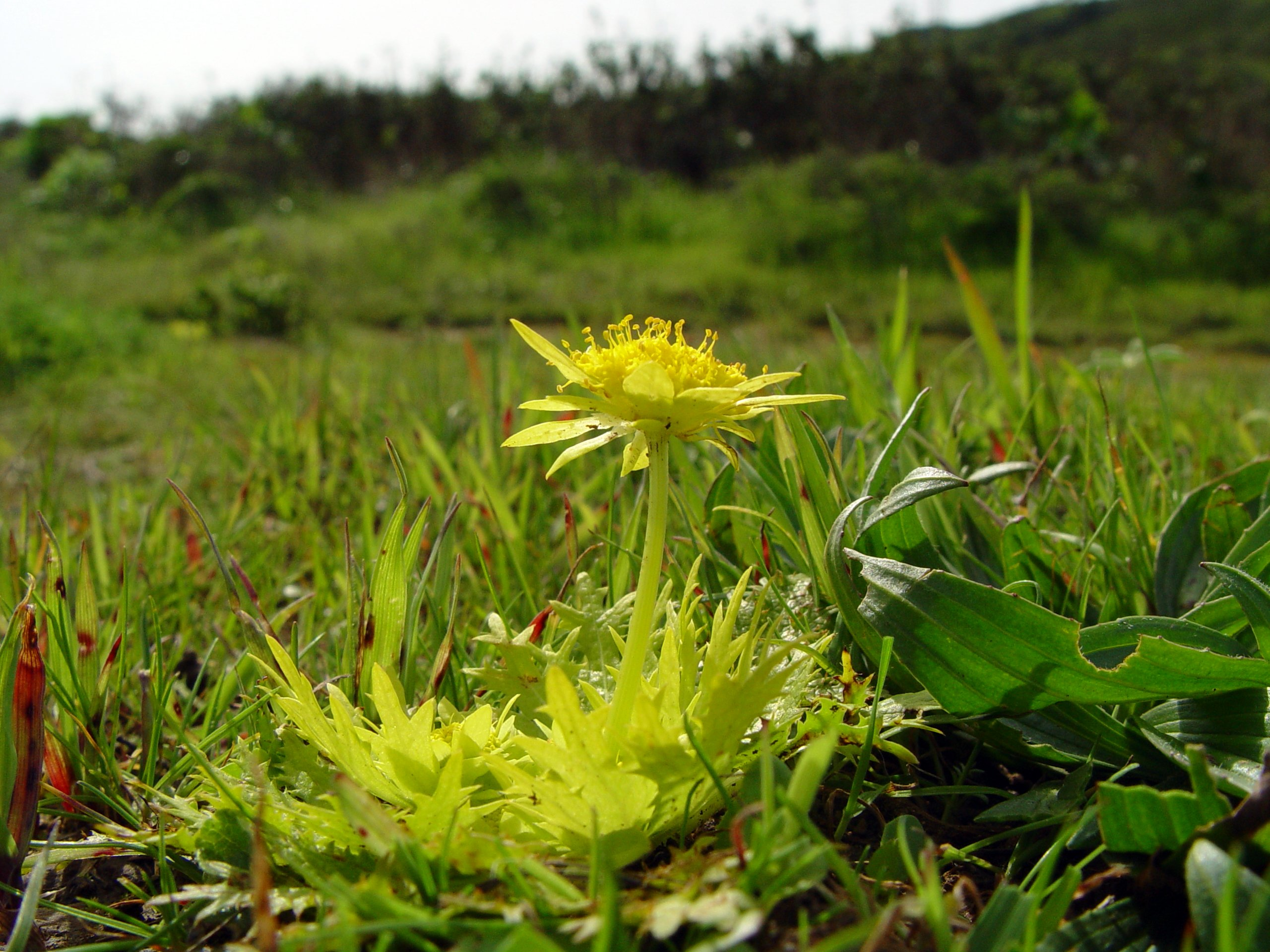
Vista de la planta

## Descripción
Es una hierba perenne que se encuentra en la costa oeste de los Estados Unidos, sobre todo cerca del mar. Las ramas son cortas y gruesas y pueden estar postradas o ligeramente erguidas. Las hojas son de color verde amarillento y similares a la zanahoria o en forma de arce, y las pequeñas flores amarillas nacen en umbelas con prominentes brácteas. Las plantas crecen en parches bajos y enmarañados por el suelo.

## Taxonomía
Sanicula arctopoides fue descrita por Hook. & Arn. y publicado en The Botany of Captain Beechey's Voyage 141–142. 1841[1832].
Etimología
Sanicula: nombre genérico que deriva del diminutivo de la palabra latína sanare que significa "curar".
arctopoides: epíteto latíno que significa "similar al género Arctopus.